# آزاده نامداری
آزاده نامداری (۹ آذر ۱۳۶۳ – ۶ فروردین ۱۴۰۰) مجری و تهیه‌کننده تلویزیونی اهل ایران بود. او با اجرا در برنامهٔ «تازه‌ها» در سیمای خانواده به شهرت رسید. نامداری پس از ۱۲ سال کار در سازمان صداوسیما به‌طور غیررسمی، ممنوع‌التصویر شده بود. در ۷ فروردین ۱۴۰۰، شبکه‌های اجتماعی و رسانه‌های داخل ایران خبر از درگذشت آزاده نامداری دادند.

## زندگی
آزاده نامداری ۹ آذر ۱۳۶۳ در شهرستان سنقر استان کرمانشاه چشم به جهان گشود.
از ۱۹ سالگی وارد سیما شد و کار خود را در شبکه استانی زاگرس در کرمانشاه آغاز کرد؛ سپس به تهران آمد و در برنامه خط مستقیم شبکه تهران به اجرا در سیما ادامه داد.
نامداری در سال ۱۳۸۴ به عنوان مجری بخش «تازه‌ها» در برنامهٔ سیمای خانواده شبکه یک شروع به فعالیت کرد که در بهمن ۱۳۸۸ به پایان رسید.
در سال ۱۳۸۹ مجری برنامه غیرمنتظره شد که از شبکه دو پخش می‌شد. سری اول برنامه غیرمنتظره در ۲۹ خرداد ۱۳۸۹ آغاز شد و در ۲۸ مهر ۱۳۸۹ به پایان رسید. سری دوم این برنامه از یکم آبان ۱۳۸۹ آغاز شد و در آخرین پنج‌شنبه همان سال به کار خود پایان داد. در ۱۰ اردیبهشت ۱۳۹۰ در سری جدید برنامه غیرمنتظره با عنوان جمع ما به عنوان مجری حضور پیدا کرد. این برنامه کاری از گروه اجتماعی شبکه دو سیما بود که به صورت زنده بعد از اخبار ۲۰:۳۰ و در ۶۰ قسمت ۴۰ دقیقه‌ای پخش می‌شد و سری اول آن تا اول ماه رمضان آن سال ادامه یافت.
وی همچنین سابقه اجرای ویژه برنامه‌های مناسبتی، برنامه ورزش امروز و شب‌نشینی از شبکه جهانی جام جم، برنامه رادیو هفت و صبحی دیگر از شبکه آموزش را در کارنامه خود دارد.
او سال ۱۳۹۱ را با ویژه برنامه سال تحویل آغاز کرد و در نوروز همان سال، اجرای هر شب برنامه خانمی که شما باشی را بر عهده داشت ولی خبری مبنی بر منع فعالیت وی، در کنار فرزاد حسنی و احسان علیخانی پخش شد. پس از نه ماه دوری از سیما، نام او به عنوان نویسنده در برنامه پشت صحنه احسان علیخانی ظاهر شد.
با آغاز سال ۱۳۹۲ نامداری سری دوم برنامه خانمی که شما باشی را نویسندگی، اجرا و تهیه‌کنندگی کرد. پنج سری از این برنامه از شبکه دوم سیما پخش شد. در ۲۵ مهر در حالی که زمزمهٔ ممنوع‌التصویری وی شایعه شده بود با حضور در برنامه شب آدینه، رکورد آمار پیامکی شبکه استانی همدان را شکست. در مهرماه سال ۱۳۹۳ نیز سری دیگری از خانمی که شما باشی در قالب مستند به روی آنتن شبکه دو رفت که هر قسمت آن به زندگی یک زن موفق می‌پرداخت. به عنوان نمونه در قسمتی به نادیا مفتونی همسر حسین نوری پرداخته شده بود و طی این قسمت نامداری با حضور در خانه آن‌ها از زندگی و گذشته‌شان می‌پرسید. آهنگ تیتراژ این سری را روزبه نعمت‌اللهی با ترانه‌ای از فرزاد حسنی تحت عنوان مغناطیس خوانده بود که در تکرارهای بعدی برنامه از تیتراژ حذف شد.

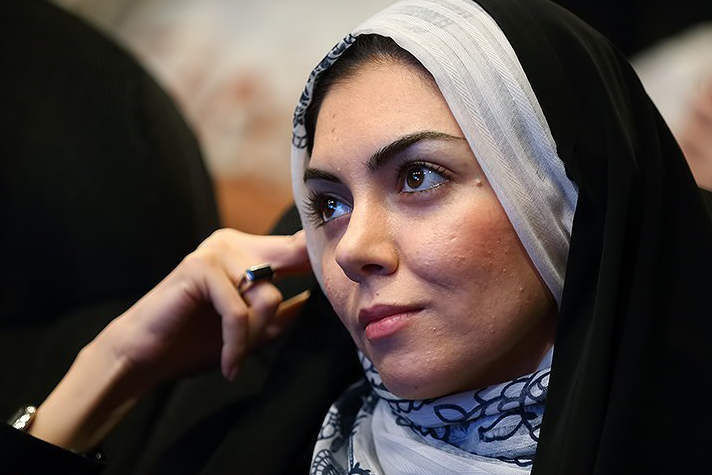
آزاده نامداری در هشتمین جشن انجمن منتقدان و نویسندگان سینمایی ایران، مرداد ۱۳۹۳

او در سال ۹۴ از حضور خود با ششمین سری از برنامه مستند خانمی که شما باشی خبر داده بود که یکبار دیگر برنامه‌اش توقیف شد در حالی که تیزرهای این برنامه نیز پخش شده بود. در همان سال، او به ایفای نقش در فیلم مالاریا پرداخت. او در مورد نقش‌آفرینی‌اش در این فیلم گفت: «من جزئی از خانواده سینما نیستم، اما اطلاعاتم از سینما کم نیست. [...] البته قبل از بازی در فیلم مالاریا نیز پیشنهادهایی داشتم اما هیچگاه مایل نبودم که حضور پیدا کنم. اما این پیشنهاد به گونه ای بود که دوست داشتم در آن حضور پیدا کنم.» او در مصاحبه با مجله زندگی ایده‌آل در سال ۱۳۹۴ گفت برخاسته از یک خانواده سنتی است و تا هفت نسل قبل از او همه در خانواده‌شان چادر بر سر می‌کرده‌اند.
نامداری در سال ۹۵ پس از سه سال دوری از اجرا با برنامه گفتگومحور آبان بر روی آپارات مجدداً به صحنه بازگشت. وی در این برنامه به گفتگوهای چالشی با فعالان مختلف زن در عرصه‌های مختلف فرهنگی و اجتماعی پرداخت. او همچنین در همان سال، کتاب خانمی که شما باشی را در قالب مجموعه داستانی کوتاه به‌دست انتشارات علمی فرهنگی منتشر کرد.
وی در آذر ۱۳۹۷ طی مصاحبه‌ای گفت که اعتقاد دارد «ممنوع‌التصویر» شده چون صداوسیما به او پیشنهاد اجرا نداده است و گفت که زندگی دخترش برای او اولویت بیشتری نسبت به اجرا در سیما دارد.

## درگذشت
در ۷ فروردین ۱۴۰۰، شبکه‌های اجتماعی و رسانه‌های داخل ایران خبر از درگذشت آزاده نامداری دادند. به گزارش خبرگزاری فارس پیکر آزاده نامداری در خانهٔ آپارتمانی‌اش در منطقه سعادت آباد در غرب تهران کشف شد. خبرگزاری مهر به نقل از یک «منبع آگاه» ناشناس علت درگذشت وی را خودکشی عنوان کرد. خبرگزاری ایرنا به نقل قول یک مقام اورژانس تهران نوشت «از زمان فوت آزاده نامداری ۴۸ ساعت گذشته بوده است و به همین دلیل چهره او در ابتدا قابل شناسایی نبود». یک روز پس از اعلام خبر درگذشت نامداری، سرپرست دادسرای جنایی تهران با اشاره به اینکه در کالبدشکافی جسد اثری از ضرب و جرح مشاهده نشده، فرضیهٔ قتل او را رد کرد و وجود داروی قوی ضد افسردگی در آزمایش سم‌شناسی پزشکی قانونی را نشان‌دهندهٔ خودکشی احتمالی نامداری دانست. در خانهٔ نامداری دست‌نوشته‌های خطاب به دخترش گندم به‌شکل وصیت و خداحافظی و داروهایی که استفاده می‌کرده یافت شده‌اند. او در این دست‌نوشته‌ها عنوان کرد که از وضعیت زندگیش راضی نیست و در مورد اموالش تعیین تکلیف کرد.
پیکر وی در ۹ فروردین ۱۴۰۰ در قطعه هنرمندان بهشت زهرا، تهران به خاک سپرده شد.

## حواشی
نامداری نخستین مجری صداوسیما بود که «چادر ملی» و «چادر قهوه‌ای» پوشید.

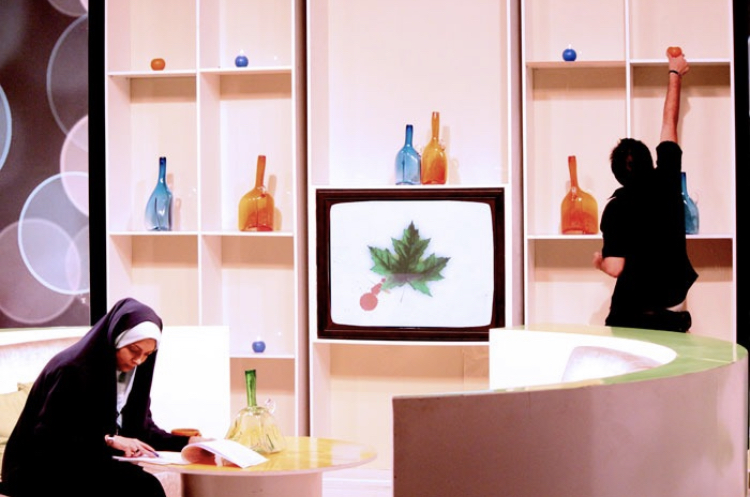
آزاده نامداری در برنامهٔ غیرمنتظره (شبکهٔ دو سیما، ۱۳۸۹). وی در یکی از قسمت‌های آن با چادر قهوه‌ای‌رنگ ظاهر شد. این امر موجب گردید تا گروه‌هایی وی را به تَبَرُّج متهم کنند. نامداری پس از آن همواره از چادر مشکی استفاده می‌کرد.

در اردیبهشت ۱۳۹۲، فرزاد حسنی و آزاده نامداری با حضورشان در کنسرت فرزاد فرزین ازدواج خود را رسانه‌ای کرده و در ۶ تیر ۱۳۹۲ به عقد هم درآمدند و سید حسن خمینی عاقد آن‌ها بود. اما بعد از حدود یک سال در خرداد ۱۳۹۳ این دو از هم جدا شدند و در ۲۰ مرداد ۱۳۹۳ خبر طلاق رسماً به‌دست آزاده نامداری رسانه‌ای شد. آزاده نامداری علت این جدایی را با انتشار یک عکس از خودش با چشم کبود در اینستاگرام، خشونت خانگی فرزاد حسنی اعلام کرد. وی در سال ۱۳۹۴، با سجاد عبادی پسر رحیم عبادی ازدواج کرد. در مهر ۱۳۹۵، نامداری خبر از به دنیا آمدن فرزند دخترش داد. نام دختر او «گندم» است.
اوایل مرداد ۱۳۹۶، ویدئو کلیپ و عکس‌هایی از آزاده نامداری در شبکه‌های اجتماعی منتشر شد که او را بدون حجاب اسلامی در بوستانی در سوئیس نشان می‌داد در حالی که شیشه آب‌جو فلدشلاشن در دست داشت. انتشار این تصاویر بازتاب گسترده‌ای در فضای مجازی داشت. در شبکه‌های اجتماعی عده‌ای آزاده نامداری را به «ریاکاری» متهم و از انتشار این عکس‌ها حمایت کردند. این اتهام به این دلیل مطرح شد که او در برنامه‌های سیما و در گفت‌وگوهای خود همواره به عنوان چهره‌ای شناخته می‌شد که فعالانه از «حجاب کامل» به‌ویژه «چادر مشکی» دفاع و برای آن تبلیغ می‌کرد. گروهی دیگر انتشار این تصاویر را «نقض حریم خصوصی» خواندند و انتشار عمومی آن را «غیرقانونی» یا «غیراخلاقی» دانستند. آزاده نامداری در ۲ مرداد ۱۳۹۶ در یک پیام ویدئویی به انتشار این تصاویر واکنش نشان داد و گفت در مکانی سرسبز بوده که «محارم» او حضور داشتند. به گفته برخی، نامداری به خاطر این اتفاق دچار فشار روانی شده بود و پیش دوستانش هم ابراز ناراحتی می‌کرد. ویدئویی از او وجود دارد که با حال منقلب می‌گوید «نیاز به کمک دارد».
در مراسم چهلم نامداری، همسر او اعلام کرد که وی مکرراً برای بازجویی فراخوانی می‌شده و گذرنامه او نیز ضبط گردیده و ممنوع‌الخروج بود.

## کارنامه
- اجرای برنامه تازه‌ها شبکه یک
- اجرای برنامه غیرمنتظره شبکه دو
- اجرای برنامه جمع ما شبکه دو
- اجرای برنامه زنده رود شبکه اصفهان
- اجرای برنامه رادیو هفت شبکه آموزش
- اجرای برنامه ورزش امروز

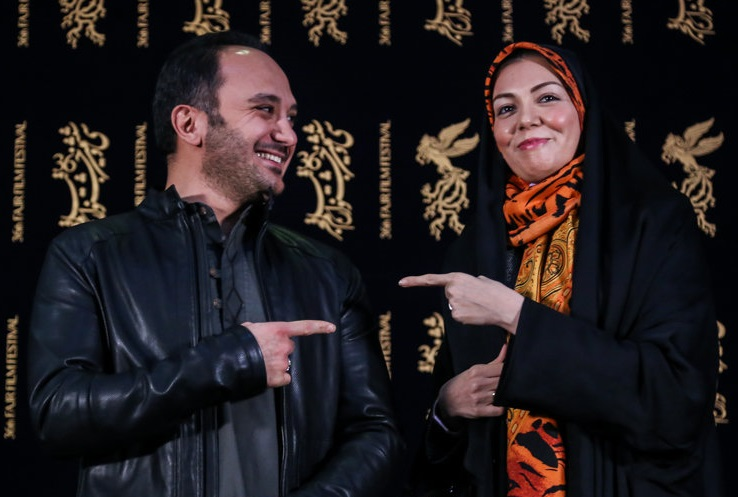
آزاده نامداری و احسان کرمی در سی و ششمین جشنواره فیلم فجر

- اجرای برنامه نوروزی شبکه دو (سه سال متوالی)
- اجرای برنامه شاخه طوبی شبکه سه
- اجرای برنامه یک برش زندگی شبکه دو
- اجرای برنامه صبحی دیگر شبکه آموزش
- اجرای برنامه شب‌نشینی شبکه جام جم
- اجرای برنامه ورزش امروز شبکه جام جم
- اجرای مراسم خیریه کودکان نقص ایمنی
- اجرای مراسم جشن نفس
- حضور در مستند تلویزیونی جشنواره زمستانی همدان با بازی شقایق دهقان، فلور نظری و مهران رجبی
- اجرای مراسم اختتامیه جشنواره زمستانی همدان
- مجری و منتقد جلسه نقد و بررسی فیلم ترانه شرقی در دانشگاه آزاد همدان با حضور احسان صدیقی کارگردان، کریم اکبری مبارکه بازیگر و علی وزینی منتقد
- اجرای مراسم افتتاحیه و اختتامیه بیست و چهارمین جشنواره بین‌المللی فیلم کودک در همدان (۱۶ الی ۲۰ مهرماه ۱۳۸۹)
- اجرای جشنواره فیلم صد ثانیه (اسفند ۱۳۸۹)
- اجرای نقد و بررسی فیلم سینمایی هیچ در کانون فیلم دانشگاه آزاد اسلامی همدان
- خوانش کتاب دا شبکه یک سیما
- مشاور و نویسنده برنامه پشت صحنه (احسان علیخانی)
- اجرای مراسم اختتامیه بیست و یکمین جشنواره بین‌المللی تئاتر کودک و نوجوان در همدان (۱۵ الی ۲۱ مهر ماه ۹۳)
- تهیه‌کننده، نویسنده، راوی و مجری شش سری برنامه تلویزیونی «خانومی که شما باشی»
- بازی در فیلم مالاریا به کارگردانی پرویز شهبازی

## افتخارات
- کسب عنوان بهترین مجری شبکه دو در مراسمی با حضور دارابی معاون سیما و مدیران شبکه‌های سیما: ۱۳۸۹
- کسب عنوان دومین مجری برتر تلویزیونی زن از سوی نویسندگان و منتقدین ماهنامه سروش: ۱۳۸۹[۵۲]
- کسب عنوان برترین مجری سال از سوی نویسندگان و منتقدین پایگاه خبری و تحلیلی سینمافا در سه سال متوالی